# Thyrocopa alterna
Thyrocopa alterna là một loài bướm đêm thuộc họ Oecophoridae. Nó là loài đặc hữu của Maui và Hawaii.
Chiều dài cánh trước là 8–15 mm. Con trưởng thành bay ít nhất từ tháng 5 đến tháng 11. 